# Petit Le Mans 1999
Navigation
Édition précédente Édition suivante
2e édition de l'épreuve, le Petit Le Mans a été remporté le 18 septembre 1999 par la Panoz LMP-1 Roadster-S N°1 de David Brabham, Éric Bernard et Andy Wallace.

## Résultats
Voici le classement officiel au terme de la course.
- Les vainqueurs de chaque catégorie sont signalés par un fond jauni.
- Pour la colonne Pneus, il faut passer le curseur au-dessus du modèle pour connaître le manufacturier de pneumatiques.

| Pos    | Cat | n° | Equipe                                 | Pilotes                                                  | Châssis                    | Pneus | Tours |
| Pos    | Cat | n° | Equipe                                 | Pilotes                                                  | Moteur                     | Pneus | Tours |
| ------ | --- | -- | -------------------------------------- | -------------------------------------------------------- | -------------------------- | ----- | ----- |
| 1      | LMP | 1  | Panoz Motor Sports                     | David Brabham Éric Bernard Andy Wallace                  | Panoz LMP-1 Roadster-S     | M     | 394   |
| 1      | LMP | 1  | Panoz Motor Sports                     | David Brabham Éric Bernard Andy Wallace                  | Ford (Élan-Yates) 6.0 L V8 | M     | 394   |
| 2      | LMP | 43 | BMW Motorsport Schnitzer Motorsport    | Joachim Winkelhock Bill Auberlen Steve Soper             | BMW V12 LMR                | M     | 393   |
| 2      | LMP | 43 | BMW Motorsport Schnitzer Motorsport    | Joachim Winkelhock Bill Auberlen Steve Soper             | BMW S70 6.0 L V12          | M     | 393   |
| 3      | LMP | 42 | BMW Motorsport Schnitzer Motorsport    | JJ Lehto Jörg Müller                                     | BMW V12 LMR                | M     | 393   |
| 3      | LMP | 42 | BMW Motorsport Schnitzer Motorsport    | JJ Lehto Jörg Müller                                     | BMW S70 6.0 L V12          | M     | 393   |
| 4      | LMP | 20 | Dyson Racing                           | Butch Leitzinger Elliott Forbes-Robinson James Weaver    | Riley & Scott Mk III       | G     | 384   |
| 4      | LMP | 20 | Dyson Racing                           | Butch Leitzinger Elliott Forbes-Robinson James Weaver    | Ford 5.0 L V8              | G     | 384   |
| 5      | LMP | 2  | Panoz Motor Sports                     | Johnny O'Connell Jan Magnussen Memo Gidley               | Panoz LMP-1 Roadster-S     | M     | 383   |
| 5      | LMP | 2  | Panoz Motor Sports                     | Johnny O'Connell Jan Magnussen Memo Gidley               | Ford (Élan-Yates) 6.0 L V8 | M     | 383   |
| 6      | LMP | 0  | Team Rafanelli SRL                     | Eric van de Poele Mimmo Schiattarella Tomáš Enge         | Riley & Scott Mk III       | Y     | 377   |
| 6      | LMP | 0  | Team Rafanelli SRL                     | Eric van de Poele Mimmo Schiattarella Tomáš Enge         | Judd GV4 4.0 L V10         | Y     | 377   |
| 7      | LMP | 38 | Champion Racing                        | Allan McNish Ralf Kelleners Bob Wollek                   | Porsche 911 GT1 Evo        | M     | 372   |
| 7      | LMP | 38 | Champion Racing                        | Allan McNish Ralf Kelleners Bob Wollek                   | Porsche 3.2 L Turbo Flat-6 | M     | 372   |
| 8      | LMP | 27 | Doran Lista Racing                     | Didier Theys Fredy Lienhard Stanley Dickens              | Ferrari 333 SP             | M     | 369   |
| 8      | LMP | 27 | Doran Lista Racing                     | Didier Theys Fredy Lienhard Stanley Dickens              | Ferrari F310E 4.0 L V12    | M     | 369   |
| 9      | GTS | 91 | Dodge Viper Team Oreca                 | Olivier Beretta Karl Wendlinger Marc Duez                | Dodge Viper GTS-R          | M     | 357   |
| 9      | GTS | 91 | Dodge Viper Team Oreca                 | Olivier Beretta Karl Wendlinger Marc Duez                | Dodge 8.0 L V10            | M     | 357   |
| 10     | GTS | 92 | Dodge Viper Team Oreca                 | David Donohue Tommy Archer Jean-Philippe Belloc          | Dodge Viper GTS-R          | M     | 357   |
| 10     | GTS | 92 | Dodge Viper Team Oreca                 | David Donohue Tommy Archer Jean-Philippe Belloc          | Dodge 8.0 L V10            | M     | 357   |
| 11     | LMP | 13 | J&P Motorsports                        | Klaus Graf Franz Konrad Jan Lammers                      | Panoz LMP-1 Roadster-S     | M     | 355   |
| 11     | LMP | 13 | J&P Motorsports                        | Klaus Graf Franz Konrad Jan Lammers                      | Ford (Élan-Yates) 6.0 L V8 | M     | 355   |
| 12     | GTS | 93 | Dodge Viper Team Oreca                 | Justin Bell Ni Amorim Emmanuel Clérico                   | Dodge Viper GTS-R          | M     | 354   |
| 12     | GTS | 93 | Dodge Viper Team Oreca                 | Justin Bell Ni Amorim Emmanuel Clérico                   | Dodge 8.0 L V10            | M     | 354   |
| 13     | GTS | 4  | Corvette Racing                        | Andy Pilgrim Kelly Collins Scott Sharp                   | Chevrolet Corvette C5-R    | G     | 349   |
| 13     | GTS | 4  | Corvette Racing                        | Andy Pilgrim Kelly Collins Scott Sharp                   | Chevrolet 6.0 L V8         | G     | 349   |
| 14     | GTS | 3  | Corvette Racing                        | Chris Kneifel John Paul, Jr. Ron Fellows                 | Chevrolet Corvette C5-R    | G     | 347   |
| 14     | GTS | 3  | Corvette Racing                        | Chris Kneifel John Paul, Jr. Ron Fellows                 | Chevrolet 6.0 L V8         | G     | 347   |
| 15     | GT  | 23 | Manthey Racing Alex Job Racing         | Dirk Müller Sascha Maassen Cort Wagner                   | Porsche 911 GT3 R (996)    | M     | 347   |
| 15     | GT  | 23 | Manthey Racing Alex Job Racing         | Dirk Müller Sascha Maassen Cort Wagner                   | Porsche 3.6 L Flat-6       | M     | 347   |
| 16     | GT  | 6  | Prototype Technology Group             | Boris Said Hans-Joachim Stuck                            | BMW M3                     | Y     | 344   |
| 16     | GT  | 6  | Prototype Technology Group             | Boris Said Hans-Joachim Stuck                            | BMW 3.2 L I6               | Y     | 344   |
| 17     | LMP | 63 | Downing Atlanta                        | Jim Downing Howard Katz Franck Fréon                     | Kudzu DLY                  | G     | 344   |
| 17     | LMP | 63 | Downing Atlanta                        | Jim Downing Howard Katz Franck Fréon                     | Mazda R26B 2.6 L 4-Rotor   | G     | 344   |
| 18     | GT  | 7  | Prototype Technology Group             | Brian Cunningham Peter Cunningham Brian Simo             | BMW M3                     | Y     | 339   |
| 18     | GT  | 7  | Prototype Technology Group             | Brian Cunningham Peter Cunningham Brian Simo             | BMW 3.2 L I6               | Y     | 339   |
| 19     | GT  | 10 | Prototype Technology Group             | Darren Law Johannes van Overbeek Mark Simo               | BMW M3                     | Y     | 339   |
| 19     | GT  | 10 | Prototype Technology Group             | Darren Law Johannes van Overbeek Mark Simo               | BMW 3.2 L I6               | Y     | 339   |
| 20     | GT  | 17 | Contemporary Motorsports               | Mike Conte Bruno Lambert                                 | Porsche 911 Carrera RSR    | ?     | 332   |
| 20     | GT  | 17 | Contemporary Motorsports               | Mike Conte Bruno Lambert                                 | Porsche 3.8 L Flat-6       | ?     | 332   |
| 21 Abd | LMP | 8  | Transatlantic Racing                   | Scott Schubot Henry Camferdam Rick Sutherland            | Riley & Scott Mk III       | G     | 322   |
| 21 Abd | LMP | 8  | Transatlantic Racing                   | Scott Schubot Henry Camferdam Rick Sutherland            | Ford 5.0 L V8              | G     | 322   |
| 22     | GT  | 03 | Reiser Callas Rennsport                | Grady Willingham Joel Reiser Craig Stanton               | Porsche 911 Carrera RSR    | P     | 320   |
| 22     | GT  | 03 | Reiser Callas Rennsport                | Grady Willingham Joel Reiser Craig Stanton               | Porsche 3.8 L Flat-6       | P     | 320   |
| 23     | GTS | 83 | Chiefie Motorsports                    | Joe Foster Zak Brown Stephen Earle Michael Schrom        | Porsche 911 GT2            | P     | 319   |
| 23     | GTS | 83 | Chiefie Motorsports                    | Joe Foster Zak Brown Stephen Earle Michael Schrom        | Porsche 3.6 L Turbo Flat-6 | P     | 319   |
| 24     | GT  | 07 | G & W Motorsports                      | Danny Marshall Steve Marshall Cindi Lux Chris Hall       | Porsche 911 Carrera RSR    | P     | 316   |
| 24     | GT  | 07 | G & W Motorsports                      | Danny Marshall Steve Marshall Cindi Lux Chris Hall       | Porsche 3.8 L Flat-6       | P     | 316   |
| 25     | LMP | 63 | Downing Atlanta                        | Dennis Spencer Rich Grupp Barry Waddell                  | Kudzu DLM                  | G     | 313   |
| 25     | LMP | 63 | Downing Atlanta                        | Dennis Spencer Rich Grupp Barry Waddell                  | Mazda 2.0 L 3-Rotor        | G     | 313   |
| 26     | GTS | 08 | Roock Motorsport North America         | Claudia Hürtgen André Ahrlé Hubert Haupt                 | Porsche 911 GT2            | Y     | 312   |
| 26     | GTS | 08 | Roock Motorsport North America         | Claudia Hürtgen André Ahrlé Hubert Haupt                 | Porsche 3.8 L Turbo Flat-6 | Y     | 312   |
| 27     | GT  | 25 | RWS Motorsport                         | Hans-Jörg Hofer Luca Riccitelli Patrick Huisman          | Porsche 911 GT3 R (996)    | M     | 305   |
| 27     | GT  | 25 | RWS Motorsport                         | Hans-Jörg Hofer Luca Riccitelli Patrick Huisman          | Porsche 3.6 L Flat-6       | M     | 305   |
| 28     | GTS | 49 | Freisinger Motorsport                  | Lance Stewart Yukihiro Hane                              | Porsche 911 GT2            | D     | 302   |
| 28     | GTS | 49 | Freisinger Motorsport                  | Lance Stewart Yukihiro Hane                              | Porsche 3.6 L Turbo Flat-6 | D     | 302   |
| 29     | GTS | 55 | Saleen/Allen Speedlab                  | Terry Borcheller Ron Johnson Shane Lewis                 | Saleen Mustang SR          | P     | 291   |
| 29     | GTS | 55 | Saleen/Allen Speedlab                  | Terry Borcheller Ron Johnson Shane Lewis                 | Ford 8.0 L V8              | P     | 291   |
| 30     | LMP | 31 | Nygmatech Motorsports                  | Tony Kester Dave Dullum Kurt Baumann                     | Riley & Scott Mk III       | ?     | 279   |
| 30     | LMP | 31 | Nygmatech Motorsports                  | Tony Kester Dave Dullum Kurt Baumann                     | Ford 5.0 L V8              | ?     | 279   |
| 31     | LMP | 29 | Intersport Racing                      | Tim Hubman Vic Rice John Mirro                           | Riley & Scott Mk III       | G     | 272   |
| 31     | LMP | 29 | Intersport Racing                      | Tim Hubman Vic Rice John Mirro                           | Ford (Roush) 6.0 L V8      | G     | 272   |
| 32     | GT  | 96 | Freisinger Motorsport                  | John Heinricy Charles Coker Dave White                   | Porsche 911 Supercup       | D     | 252   |
| 32     | GT  | 96 | Freisinger Motorsport                  | John Heinricy Charles Coker Dave White                   | Porsche 3.6 L Flat-6       | D     | 252   |
| 33 Abd | GT  | 76 | Team ARE                               | Geoff Auberlen Angelo Cilli Simon Sobrero                | Porsche 911 Carrera RSR    | Y     | 243   |
| 33 Abd | GT  | 76 | Team ARE                               | Geoff Auberlen Angelo Cilli Simon Sobrero                | Porsche 3.8 L Flat-6       | Y     | 243   |
| 34 Abd | LMP | 36 | Doran Lista Racing Jim Matthews Racing | Stefan Johansson Jim Matthews Scott Dixon                | Ferrari 333 SP             | M     | 225   |
| 34 Abd | LMP | 36 | Doran Lista Racing Jim Matthews Racing | Stefan Johansson Jim Matthews Scott Dixon                | Ferrari F310E 4.0 L V12    | M     | 225   |
| 35 Abd | GTS | 48 | Freisinger Motorsport                  | Wolfgang Kaufmann Michel Ligonnet                        | Porsche 911 GT2            | D     | 223   |
| 35 Abd | GTS | 48 | Freisinger Motorsport                  | Wolfgang Kaufmann Michel Ligonnet                        | Porsche 3.6 L Turbo Flat-6 | D     | 223   |
| 36 Abd | GTS | 19 | Chamberlain Motorsport                 | Didier Defourny Hans Hugenholtz Seiji Ara                | Chrysler Viper GTS-R       | M     | 222   |
| 36 Abd | GTS | 19 | Chamberlain Motorsport                 | Didier Defourny Hans Hugenholtz Seiji Ara                | Chrysler 8.0 L V10         | M     | 222   |
| 37 Abd | GTS | 61 | Konrad Motorsport                      | Michel Neugarten Charles Slater Tom McGlynn              | Porsche 911 GT2            | D     | 214   |
| 37 Abd | GTS | 61 | Konrad Motorsport                      | Michel Neugarten Charles Slater Tom McGlynn              | Porsche 3.6 L Turbo Flat-6 | D     | 214   |
| 38 Abd | LMP | 75 | DAMS                                   | Jean-Marc Gounon Franck Montagny Christophe Tinseau      | Lola B98/10                | P     | 206   |
| 38 Abd | LMP | 75 | DAMS                                   | Jean-Marc Gounon Franck Montagny Christophe Tinseau      | Judd GV4 4.0 L V10         | P     | 206   |
| 39 Abd | LMP | 28 | Intersport Racing                      | Jon Field Ryan Jones Niclas Jönsson                      | Lola B98/10                | G     | 188   |
| 39 Abd | LMP | 28 | Intersport Racing                      | Jon Field Ryan Jones Niclas Jönsson                      | Ford (Roush) 6.0 L V8      | G     | 188   |
| 40 Abd | LMP | 11 | Doyle-Risi Racing                      | Max Angelelli Didier de Radiguès Xavier Pompidou         | Ferrari 333 SP             | P     | 187   |
| 40 Abd | LMP | 11 | Doyle-Risi Racing                      | Max Angelelli Didier de Radiguès Xavier Pompidou         | Ferrari F310E 4.0L V12     | P     | 187   |
| 41 Abd | LMP | 12 | Doyle-Risi Racing                      | Alex Caffi Andrea Montermini Wayne Taylor                | Ferrari 333 SP             | P     | 172   |
| 41 Abd | LMP | 12 | Doyle-Risi Racing                      | Alex Caffi Andrea Montermini Wayne Taylor                | Ferrari F310E 4.0 L V12    | P     | 172   |
| 42 Abd | GT  | 73 | Auto Sport South Racing                | Brady Refenning Allan Ziegelman Kevin Wheeler Paulo Lima | Porsche 911 Carrera RSR    | G     | 165   |
| 42 Abd | GT  | 73 | Auto Sport South Racing                | Brady Refenning Allan Ziegelman Kevin Wheeler Paulo Lima | Porsche 3.8 L Flat-6       | G     | 165   |
| 43 Abd | GT  | 70 | Alegra Motorsports                     | Scooter Gabel Carlos DeQuesada                           | Porsche 911 Carrera RSR    | P     | 157   |
| 43 Abd | GT  | 70 | Alegra Motorsports                     | Scooter Gabel Carlos DeQuesada                           | Porsche 3.8 L Flat-6       | P     | 157   |
| 44 Abd | GT  | 02 | Reiser Callas Rennsport                | Johnny Mowlem David Murry Hurley Haywood                 | Porsche 911 Carrera RSR    | P     | 147   |
| 44 Abd | GT  | 02 | Reiser Callas Rennsport                | Johnny Mowlem David Murry Hurley Haywood                 | Porsche 3.8 L Flat-6       | P     | 147   |
| 45 Abd | LMP | 74 | Robinson Racing                        | George Robinson Jack Baldwin Irv Hoerr                   | Riley & Scott Mk III       | G     | 118   |
| 45 Abd | LMP | 74 | Robinson Racing                        | George Robinson Jack Baldwin Irv Hoerr                   | Chevrolet 6.0 L V8         | G     | 118   |
| 46 Abd | GTS | 56 | Martin Snow Racing                     | Martin Snow Larry Schumacher John O'Steen                | Porsche 911 GT2            | M     | 115   |
| 46 Abd | GTS | 56 | Martin Snow Racing                     | Martin Snow Larry Schumacher John O'Steen                | Porsche 3.6 L Turbo Flat-6 | M     | 115   |
| 47 Abd | GT  | 22 | Alex Job Racing                        | Mike Fitzgerald Darryl Havens Randy Pobst                | Porsche 911 Carrera RSR    | Y     | 113   |
| 47 Abd | GT  | 22 | Alex Job Racing                        | Mike Fitzgerald Darryl Havens Randy Pobst                | Porsche 3.8L Flat-6        | Y     | 113   |
| 48 Abd | LMP | 95 | TRV Motorsport                         | Jeret Schroeder Tom Volk Lyn St. James                   | Riley & Scott Mk III       | G     | 66    |
| 48 Abd | LMP | 95 | TRV Motorsport                         | Jeret Schroeder Tom Volk Lyn St. James                   | Chevrolet 6.0 L V8         | G     | 66    |
| 49 Abd | GT  | 64 | Spencer Pumpelly Racing                | Spencer Pumpelly Jack Lewis Kurt Mathewson               | Porsche 911 Carrera RSR    | ?     | 7     |
| 49 Abd | GT  | 64 | Spencer Pumpelly Racing                | Spencer Pumpelly Jack Lewis Kurt Mathewson               | Porsche 3.8 L Flat-6       | ?     | 7     |
| Np     | LMP | 06 | Multimatic Motorsports                 | Scott Maxwell Harri Toivonen                             | Lola B98/10                | P     | -     |
| Np     | LMP | 06 | Multimatic Motorsports                 | Scott Maxwell Harri Toivonen                             | Ford 5.1 L V8              | P     | -     |

## Statistiques
- Pole Position - #1 Panoz Motor Sports - 1:10.873
- Tour le plus rapide - #42 BMW Motorsport - 1:12.653